# Angela Kane

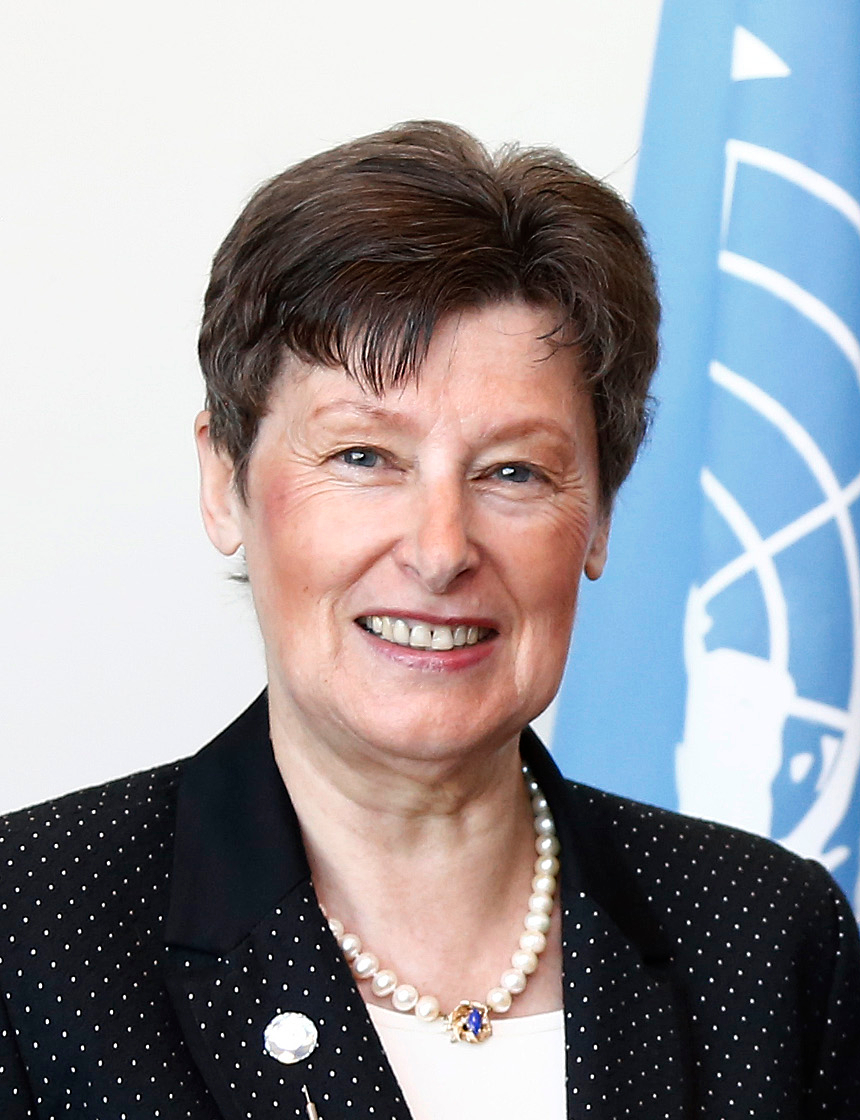
Angela Kane (2015)

Angela Kane (* 29. September 1948 in Hameln als Angela Uther) war von März 2012 bis März 2015 Hohe Repräsentantin der UNO für Abrüstungsfragen. Zuvor war sie seit Mai 2004 Beigeordnete Generalsekretärin für politische Angelegenheiten der Vereinten Nationen. Damit war sie die ranghöchste Deutsche bei den Vereinten Nationen nach Achim Steiner.

## Studium
Sie studierte an der Universität München, am Bryn Mawr College und an der Johns Hopkins School of Advanced International Studies.

## Tätigkeit bei den Vereinten Nationen
1977 ging sie zu den Vereinten Nationen; vorher hatte sie in Thailand und bei der Weltbank in New York gearbeitet. Sie befasste sich zunächst mit der Betreuung der Generalversammlung der Vereinten Nationen und der Organisation großer UN-Konferenzen. Sie war unter anderem in Indonesien, Thailand, El Salvador und Nicaragua tätig. Zuletzt war sie im Auftrag von UN-Generalsekretär Kofi Annan als Stellvertreterin des Sonderbeauftragten des Generalsekretärs der Friedensmission der Vereinten Nationen in Äthiopien und Eritrea (UNMEE) eingesetzt. In den Jahren 1995 bis 1999 betrieb sie die Entwicklung der Homepage der UN.
Am 13. Mai 2008 wurde Angela Kane von dem amtierenden UN-Generalsekretär Ban Ki Moon zur obersten UN-Managerin ernannt. Sie leitete ab Juli 2008 als Untergeneralsekretärin die Abteilung für Management der Vereinten Nationen. Von März 2012 bis März 2015 bekleidete sie das Amt der Hohen Vertreterin des Generalsekretärs für Abrüstung. und damit Vorsitzende des Büros der Vereinten Nationen für Abrüstungsfragen.
In einer Situation hohen internationalen Drucks auf Syrien Ende August 2013 verhandelte sie mit den dortigen Machthabern erfolgreich eine Untersuchung des angeblichen Chemiewaffenangriffs vom 21. August nahe der Hauptstadt Damaskus durch die bereits im Land befindlichen UN-Waffeninspektoren. Der deutsche Außenminister Guido Westerwelle sprach einer Mitteilung des Auswärtigen Amts zufolge im Anschluss telefonisch mit ihr, um sich über die mit der syrischen Regierung getroffene Vereinbarung persönlich unterrichten zu lassen. Kane, die trotz ihrer herausragenden Tätigkeit bei den Vereinten Nationen bis dahin in Deutschland kaum bekannt war, wurde im Rahmen ihrer Mission in Damaskus internationale Medienaufmerksamkeit zuteil.

## Engagement
Sie ist gemeinsam mit Brian Burgoon und Leoni Cuelenaere Vorstandsmitglied der Dialogue Advisory Group, einer niederländischen Stiftung, die sich für die Förderung des politischen Dialogs in Krisensituationen einsetzt, um Gewalt zu vermeiden. Angela Kane ist Mitglied im Präsidium der Deutschen Gesellschaft für die Vereinten Nationen (DGVN). 2016 erhielt sie – neben Staffan de Mistura – für ihre Verdienste um die Vereinten Nationen die Dag-Hammarskjöld-Ehrenmedaille.

## Sonstiges
In der Miniserie Die Schlange, die von dem französischen Serienmörder Charles Sobhraj handelt, wurde Angela Kane von Ellie Bamber dargestellt. Sobhraj beging während der 1970er Jahre zahlreiche Morde vor allem an westlichen Touristen und Angela Kane war zusammen mit Herman Knippenberg, ihrem damaligen Freund in der Miniserie, an der Aufklärung der Verbrechen beteiligt.